# 1950 en Norvège
Chronologie de la Norvège
- 1946
- 1947
- 1948
- 1949
- 1950
- 1951
- 1952
- 1953
- 1954

Cet article présente les faits marquants de l'année 1950 en Norvège ou relatifs à la Norvège.

## Gouvernance
- Haakon VII est roi de Norvège.
- Einar Gerhardsen est le chef du gouvernement.

## Sport
- Les championnats d'Europe de patinage artistique 1950 ont lieu du 17 au 19 février 1950 au stade en plein air du Bislett à Oslo en Norvège.

## Culture
- L'Expédition du Kon-Tiki (titre original : Kon-Tiki) , film documentaire norvégien réalisé par Thor Heyerdahl, sorti en 1950.

## Naissances
- Thorbjørn Jagland
- Knut Knudsen
- Tom Lund
- Sigbjørn Johnsen
- Lillebjørn Nilsen
- Halvdan Sivertsen
- Kirsten Bråten Berg
- Alf R. Jacobsen
- Audun Sjøstrandl

## Décès
- Marius Eriksen
- Johanne Dybwad
- Betzy Kjelsberg
- Borghild Arnesen
- Signe Lund